# My Everything (bài hát của The Grace)
My Everything là đĩa đơn thứ ba của The Grace trực thuộc công ty SM Entertainment, ra mắt ngày 6 tháng 11 năm 2006.
Không giống như các đĩa đơn trước, chỉ gồm R&B/dance, ca khúc chủ đề của album này là một ca khúc ballad kết hợp với hình ảnh mới giản dị hơn. Để thể hiện sự thay đổi, tên nhóm đã được đổi thành "TSZX the Grace", mỗi thành viên đều được thêm phần tên vào nghệ danh của mình. Music video "My Everything" có sự tham gia của Kim Kibum của Super Junior và YoonA của Girls' Generation.
Thêm vào đó ca khúc chủ đề là một ca khúc ballad "열정 (My Everything)", đĩa đơ này còn có một bản hát lại ca khúc "Faith" của George Michael.
Mặc dù đã được quảng bá rộng rãi nhưng đĩa đơn này chỉ xếp thứ 30 trong bảng xếp hạng âm nhạc của hiệp hội âm nhạc Hàn Quốc năm 2006 với 2,447 bản.

## Danh sách ca khúc
1. "열정(My Everything)"
2. "The Final Sentence"
3. "IRIS(할 말이 있어요)"
4. "Faith"
5. "열정(My Everything) Radio Edit Version"